# APF Match
APF Match (Match) је био конзола за игру фирме APF која је почела да се производи у Уједињеном Краљевству од 1977. године.
Користила је GI AY-3-8500 као микропроцесор. Користила је 6 батерија од по 1,5 волти за напајање.

## Детаљни подаци
Детаљнији подаци о конзоли Match су дати у табели испод.
|                       |                                       |
| [ 1 ]                 |                                       |
| Произвођач            |                                       |
| Тип                   | играчка конзола                       |
| Меморија              |                                       |
| Поријекло             | Уједињено Краљевство                  |
| Година                | 1977                                  |
| Тастатура             | два одвојива контролера са управљачем |
| Процесор              |                                       |
| Фреквенција процесора |                                       |
| RAM                   |                                       |
| ROM                   |                                       |
| Текст                 |                                       |
| Графика               |                                       |
| Боја                  | црно и бијело                         |
| Звук                  | уграђени мали звучник                 |
| Димензије             |                                       |
| Портови               |                                       |
| Оперативни систем     |                                       |